# Кевенхюллер-Меч, Рудольф
Граф Рудольф Ладислаус Иоганн Йозеф Мария Кевенхюллер-Меч (нем. Rudolf Ladislaus Johann Joseph Maria Khevenhüller-Metsch; 18 июня 1844, Вена — 20 октября 1910, Вена) — австрийский дипломат.

## Биография
По отцовской линии происходил из старинного каринтийского рода; по материнской линии внук князя Эдуарда Лихновского. 
В 1867 году поступил на дипломатическую службу, работал в посольствах Австро-Венгрии в Риме, Париже, Брюсселе и Санкт-Петербурге. 
В 1879—1881 гг. генеральный консул в Болгарии, в 1881—1886 гг. посланник в Сербии, в 1888—1902 гг. в Бельгии, наконец с 1903 г. до конца жизни посол Австро-Венгрии во Франции.
Наиболее значительные дипломатические действия Кевенхюллера связаны с прекращением Сербско-болгарской войны 1885 года: как специалист, хорошо знающий обе страны, он был отправлен австро-венгерским правительством к болгарскому князю Александру Баттенбергу и убедил его немедленно прекратить военные действия.
Совместно с Хансом Шлиттером начал работу над изданием дневников своего прапрадеда Иоганна Йозефа Кевенхюллер-Меча (1907—1925, 7 томов; 8-й том был издан в 1972 г.); снабдил первый том предисловием.
Кавалер Ордена Золотого руна (1908).